# Michèle Demai
Michèle Demai, née Michèle Tomasini le 31 mai 1941 à Limoges et morte le 9 novembre 2017 à Saint-Brieuc,, est une présentatrice et une speakerine de la télévision française du temps de l'ORTF (11e photo en partant du haut, de la page ci-dessous référencée, outre les 6es de ces deux autres pages, de haut en bas aussi, et de gauche à droite,).
Elle est la fille de René Tomasini, résistant et homme politique français ainsi que la sœur de Bernard Tomasini, haut fonctionnaire et homme politique français.

## Biographie

### ORTF
En 1963, âgée de 22 ans, elle est choisie par les téléspectateurs français parmi douze speakerines candidates au poste sur la nouvelle deuxième chaîne de télévision pour être l'une de ses quatre premières présentatrices.
Elle a eu l'honneur d'être la première speakerine à inaugurer cette seconde chaîne le 21 décembre 1963 ; puis le 18 avril 1964 lors du lancement officiel des programmes quotidiens par Robert Bordaz, directeur général de la RTF. 
Elle va être également la speakerine à avoir l'honneur d'annoncer le passage historique de la télévision française du noir et blanc à la couleur le 1er octobre 1967 sur l'ORTF 2.
Elle y restera comme speakerine sur la deuxième chaîne de la télévision jusqu'à l'éclatement de l'ORTF en janvier 1975.

### Antenne 2
Elle est ensuite engagée comme journaliste sur  Antenne 2 dans l'équipe d'Armand Jammot pour préparer et animer l'émission Aujourd'hui Madame.

### Après la télévision
À l'âge de 42 ans, elle quitta la télévision et décida de "construire" le bateau de ses rêves appelé Nuage (un 13 mètres). En compagnie de ses filles, elle effectue de nombreux voyages sur les côtes du Venezuela, des îles Galápagos, de Tahiti, et d'Alaska. Ces expéditions feront l'objet de plusieurs documentaires de 52 minutes diffusés sur Antenne 2. À partir des années 2000, elle vit en Alaska.
En 2001-2002, elle a effectué sur son bateau Nuage la première traversée féminine d'ouest-est par le Passage du Nord-Ouest en longeant les côtes du Canada de Victoria à Cambridge Bay avec sa fille Sabrina Thiery.

## Publications
Elle a également écrit de nombreux livres dont :
- Pourquoi pas vous ? En famille sur l'Atlantique  édité chez Seghers en 1978;
- L'océan de Sabrina aux Éditions G.P (Rouge et Or)  (ISBN 2261005490);
- Il est temps, courons vers l'horizon  chez JC Lattès en 1990  (ISBN 2709609614);
- Alaska Dream publié chez Glénat - Collection Hommes et Océan en 2000  (ISBN 2723431223).

## Disques
- Les chansons de l'Océan de Sabrina sorti chez Phonogram.